# Corgatha sogai
Corgatha sogai is een vlinder uit de familie spinneruilen (Erebidae). De wetenschappelijke naam is voor het eerst geldig gepubliceerd in 1988 door Viette.
De soort komt voor in tropisch Afrika.